# 콜로니아 (영화)
《콜로니아》(Colonia)는 2015년 9월 13일 캐나다 토론토 국제 영화제 출품작이다. 플로리안 갈렌베르거가 감독 각본을 맡았다. 대한민국에서는 2016년 4월 6일에 개봉하였다.
영화는 1973년 칠레 쿠데타와 나치 독일 당시 평신도 설교자(lay preacher)였던 폴 샤퍼(Paul Schäfer)가 이끌던 칠레 남부의 악명높은 사이비 종교 집단 콜로니아 디그니다드(Colonia Dignidad)를 배경으로 한다.

## 출연
- 레나 - 엠마 왓슨
- 다니엘 - 다니엘 브륄
- 폴 쉐퍼 - 미카엘 니크비스트
- 기젤라 - 리첸더 캐리
- 우르셀 - 빅키 크리엡스
- 도로 - 쟌느 베르너
- 로만 - 줄리안 오벤든
- 닐스 비더만 - 마틴 부트케
- 독일 대사 - 어거스트 지너
- 요르게 - 니콜라스 바르소프
- 베른트 - 스티브 카리어
- 루디 - 스테판 메르키
- 콜로니아 의사 - 루시아 간돌포
- 디터 - 요하네스 알마예르